# Terribile Trio
Il Terribile Trio (Terrible Trio) è un gruppo di personaggi immaginari, supercriminali pubblicati della DC Comics. La prima comparsa del trio avvenne in Detective Comics n. 253, pubblicato nel marzo 1958. I veri nomi di Volpe, Squalo ed Avvoltoio furono originariamente Warren Lawford, Armand Lydecker e Gunther Hardwick - sebbene furono cambiati nel corso degli anni.

## Storia dei personaggi
Il Terribile Trio era originariamente formato da tre famosi inventori di Gotham City, che cercarono nuove sfide per iniziare la carriera criminale. Come trovata, indossarono abiti da lavoro e maschere di animali. Da qui, si fecero conoscere come Volpe, Squalo ed Avvoltoio. Agendo nella loro rispettiva area d'esperienza, basarono la propria tecnologia ognuno sul personaggio da lui creato. Il Trio fu un ricorrente nemico di Batman e Robin per anni, ma si batterono anche con G'nort, e, più recentemente, contro il nuovo Dottor Mid-Nite.
Nella miniserie Doctor Mid-Nite, i tre spostarono la loro base di lavoro da Gotham a Portsmouth, e divennero i leader industriali Fisk, Shackley e Volper, capi di una ditta d'investimenti, la Praeda Industries (Praeda, cioè "bottino", mischiato alla parola predator, dall'inglese, "predatore"). In questa storia, il Trio adottò il travestimento per il rituale di buona fortuna a cui stava prendendo parte, chiamando a sé gli spiriti dell'acqua, della terra e dell'aria. Il Trio tentò di causare danni irreparabili alla città e alle sue coste, lasciandone le sole proprietà nella parte più malfamata - che essi possedevano e da cui, quindi, potevano ricavare un enorme profitto. Come parte del loro piano, i tre operarono anche da signori della droga, vendendo steroidi A-39 con base di veleno Venom per creare un'armata di soldati zombie super potente. Quando il Dottor Cross cominciò ad investigare nei loro affari, tentarono di ucciderlo, ma non fecero altro che accecarlo (cosa che gli fece ottenere le abilità che lo resero il Dottor Mid-Nite). Mid-Nite riuscì a fermare i loro piani e, una volta catturati, i tre furono condannati ad un totale di 800 anni di carcere.
In Detective Comics n. 832, pubblicato nell'aprile 2007, il presunto Squalo deceduto si chiama Sherman Shackley. In questo numero, il cognome di Volpe è Fisk ed il cognome di Avvoltoio è Volper, sebbene a questi due personaggi non furono dati dei nomi. Qui, lo Squalo, nel tentativo di reinventarsi dopo un crollo nervoso - si presume a causa dell'abuso di alcune sostanze - falsificò la sua morte e tentò di uccidere i suoi vecchi soci, solo per essere infine fermato da Batman. Il Trio finì al Manicomio Arkham dove Volpe ed Avvoltoio strinsero amicizia con Warren White - il "Grande Squalo Bianco" - che informò Sherman che non poteva essere Squalo mai più e che lui prendeva il suo posto.

## Altri media

### Televisione
- In Batman, il Terribile Trio è composto da versioni ricche ed annoiate di Warren Lawford, Armand Lydecker e Gunther Hardwick. Ognuno di loro ereditò la fortuna di famiglia: Lawford la ottenne dal petrolio; il padre di Lydecker possedeva un'impresa di aerodinamica e il padre di Hardwick era un magnate della marina. Quindi avevano tutti e tre la possibilità ed il potere di diventare dei criminali. Assunsero rispettivamente le identità di Volpe, Avvoltoio e Squalo. Le creature che scelsero rappresentavano la Terra, l'Aria e l'Acqua, ed ognuno di questi era il campo a cui derivavano le loro fortune. Sebbene colpirono Gotham duramente all'inizio, furono infine mandati in prigione da Batman. Nell'ultima scena, Warren venne chiuso nella sua cella nel Penitenziario di Stonegate. Ebbe un lavandino infestato dagli scarafaggi, un compagno di cella ghignante e massiccio, e lo si vide indietreggiare in preda al terrore, solo per sbattere contro le sbarre che furono chiuse dietro di lui.
- Il Terribile trio comparve nella quinta stagione della serie animata The Batman. Qui, i membri del Trio sono tre studenti universitari emarginati di nome David, Justin ed Amber. Invece di indossare i costumi, mutano utilizzando una formula rubata dal computer del Dottor Langstrom. David - la mente ed il leader del gruppo - ricostituisce la formula e la confeziona in alcuni adesivi solventi. Dopo averli applicati su ognuno, David divenne una volpe teriomorfa, Justin divenne uno squalo teriomorfo (con la testa di uno squalo martello) e Amber divenne un avvoltoio teriomorfo. Nel corso dell'episodio, i loro piani seguivano motivazioni di schernimento e vendetta, piuttosto che fini di lucro. Il tipico piano da loro pensato era quello di tramutare tutti gli esseri umani in animali teriomorfi. Dato che Barbara Gordon frequentava il loro stesso college, assistette Batman nello sconfiggerli. Dopo aver ottenuto un campione di DNA ricavato da una piuma di Avvoltoio, Langstrom riuscì a ricavare una formula per la mutazione inversa. Dopo alcune difficoltà, Batman e Batgirl riuscirono a somministrare l'antidoto a Justin ed Amber. David, però, fu accidentalmente ricoperto da una provvista di mutagene messa da parte per la trasformazione delle altre persone quando Batman fece esplodere il detonatore. Questo incidente lo tramutò in un essere simile ad un grifone. Dopo aver subito la scarica elettrica di un segnale da stadio e presumibilmente curato, David fu mandato in prigione con Justin ed Amber, che si presume sia stata mandata in una prigione femminile.
- Il Terribile Trio comparve nell'episodio "Returns of the Fearsome Fangs" della serie animata Batman: The Brave and The Bold. Questa versione del trio riprende la storia dei ricchi annoiati che divennero artisti marziali con le maschere dei loro animali totemici. Studiarono al Tempio Wudang insieme a Batman e Tigre di Bronzo. Come membri del Clan delle Ombre, il loro piano era quello di rubare il totem del Tempio, uccidendo prima l'ultima linea di difesa: il Maestro Wong Fei. Batman e Tigre di Bronzo finirono nella battaglia per proteggere il Tempio. Quando il Terribile Trio riuscì ad impadronirsi del totem, si trasformarono nelle versioni degli animali che rappresentavano. Tentando di raggiungere Hong Kong, furono fermati da Batman e da Tigre di Bronzo, che utilizzarono i poteri del totem per tramutarsi a loro volta nei loro animali totemici.

### Miscellanea
- Il Terribile Trio comparve nel n. 11 della serie a fumetti Batman: The Brave and The Bold.  Batman e Freccia Verde combatterono contro di loro al fine di evitare che ottenessero un'arma segreta che avrebbe donato loro il potere finale.